# حكما (إربد)
حكما هي بلدة أردنية تقع في شمال البلاد وهي من ضمن محافظة إربد.
فيها عدة مدارس حكومية ثانوية واساسية ومنها مدرسة الثورة العربية الكبرى التي تعتبر ملتقى لطلاب الثانوية لكل القرى المجاورة.

## سكانها
يقدر عدد سكانها بحوالي 17 ألف نسمة.